# رودريغو ألفيس سواريس
رودريغو ألفيس سواريس (26 ديسمبر 1992 - ) هو لاعب كرة قدم برازيلي في مركز الدفاع. لعب مع نادي بورتو.

## وصلات خارجية
- رودريغو ألفيس سواريس على موقع قاعدة بيانات كرة القدم.إي يو (الإنجليزية)
- رودريغو ألفيس سواريس على موقع Soccerway.com (الإنجليزية)